# Onthophagus massai
Onthophagus massai là một loài bọ cánh cứng trong họ Bọ hung (Scarabaeidae).